# 杨向群 (全国政协委员)
杨向群（？—），男，独龙族，中华人民共和国政治人物。现任怒江傈僳族自治州政协副主席。第十四届全国政协委员。